# Перейра ди Соза, Вашингтон Луис
Ва́шингтон Лу́ис Пере́йра ди Со́за (порт. Washington Luís Pereira de Sousa; 26 октября 1869, Макаэ, Рио-де-Жанейро, Бразильская империя — 9 августа 1957, Сан-Паулу, Бразилия) — бразильский адвокат и политик, 13-й президент Бразилии (1926—1930).
Вашингтон Луис — последний президент Бразилии, правивший в период Старой республики.

## Биография
В 1914—1919 годах, ранее бывший мэром Бататайса и депутатом законодательного собрания штата, занимал пост мэра города Сан-Паулу, а в 1920—1924 годах — губернатора штата Сан-Паулу. В 1926 году баллотировался на пост президента Бразилии и победил.
Придя к власти, определил приоритетными задачами для своего правительства строительство дорог и проведение финансовой реформы. Чтобы добиться финансовой стабилизации, он приступил к созданию национального золотого запаса, причём на первом этапе — путём тех же международных займов. Именно при нём в 1927 году не нашедшая поддержку у широких слоёв населения Непобедимая колонна тенентистов покинула территорию Бразилии и была интернирована в Боливии, так и оставшись непобеждённой. Более того, начиная с 1925 года, в стране было массовое перепроизводство кофе, что создавало ощутимые экономические проблемы.
Во время кризиса 1929 года он в значительной степени потерял поддержку элиты. В 1930 году он, в нарушение договоренностей «политики кофе с молоком», назвал своим преемником Жулиу Престиса, также выходца из Сан-Паулу. В результате, из-за недовольства этим шагом оппозиции, 24 октября, незадолго до окончания своих полномочий, потерял власть в ходе либеральной революции 1930 года. К власти пришла временная хунта, которая в тот же день арестовала президента и заключила его в форт Копакабана.
После освобождения эмигрировал в США, затем некоторое время жил в Европе. В 1947 году вернулся в Бразилию, но отказался возвращаться в политику.
Похоронен на кладбище Консоласан в Сан-Паулу.